# Guerre de Six Ans
 (décembre 2023).
La mise en forme du texte ne suit pas les recommandations de Wikipédia : il faut le « wikifier ».
Les points d'amélioration suivants sont les cas les plus fréquents :
- Les titres sont pré-formatés par le logiciel. Ils ne sont ni en capitales, ni en gras.
- Le texte ne doit pas être écrit en capitales (les noms de famille non plus), ni en gras, ni en italique, ni en « petit »…
- Le gras n'est utilisé que pour surligner le titre de l'article dans l'introduction, une seule fois.
- L'italique est rarement utilisé : mots en langue étrangère, titres d'œuvres, noms de bateaux, etc.
- Les citations ne sont pas en italique mais en corps de texte normal. Elles sont entourées par des guillemets français : « et ».
- Les listes à puces sont à éviter, des paragraphes rédigés étant largement préférés. Les tableaux sont à réserver à la présentation de données structurées (résultats, etc.).
- Les appels de note de bas de page (petits chiffres en exposant, introduits par l'outil «  Source ») sont à placer entre la fin de phrase et le point final[comme ça].
- Les liens internes (vers d'autres articles de Wikipédia) sont à choisir avec parcimonie. Créez des liens vers des articles approfondissant le sujet. Les termes génériques sans rapport avec le sujet sont à éviter, ainsi que les répétitions de liens vers un même terme.
- Les liens externes sont à placer uniquement dans une section « Liens externes », à la fin de l'article. Ces liens sont à choisir avec parcimonie suivant les règles définies. Si un lien sert de source à l'article, son insertion dans le texte est à faire par les notes de bas de page.
- La présentation des références doit suivre les conventions bibliographiques. Il est recommandé d'utiliser les modèles {{Ouvrage}}, {{Chapitre}}, {{Article}}, {{Lien web}} et/ou {{Bibliographie}}. Le mode d'édition visuel peut mettre en forme automatiquement les références.
- Insérer une infobox (cadre d'informations à droite) n'est pas obligatoire pour parachever la mise en page.

Pour une aide détaillée, merci de consulter Aide:Wikification.
Si vous pensez que ces points ont été résolus, vous pouvez retirer ce bandeau et améliorer la mise en forme d'un autre article.
La guerre de Six Ans (espagnol : Guerra de los seis años) est une guerre civile survenue en République dominicaine entre le 2 mai 1868 et le 2 janvier 1874 et qui « constituait la troisième guerre d'indépendance menée par le peuple dominicain », en l'occurrence contre l'administration du président Buenaventura Báez, qui a négocié en 1869 l'annexion de la République dominicaine (en) aux États-Unis. Selon l'intellectuel dominicain Pedro Henríquez Ureña, cette guerre fut une phase critique dans la création de la conscience nationale dominicaine car, s'étant déjà différenciés des Haïtiens lors de la première guerre d'indépendance et des Espagnols lors de la seconde, les Dominicains affirmèrent leur incompatibilité avec les États-Unis.

## Déroulement
La guerre a été menée principalement par des combattants irréguliers (révolutionnaires, intellectuels, éléments conservateurs de l'armée) contre l'armée dominicaine régulière (en) fidèle à Báez. Selon Hector Avalos (en), la guerre civile avait une dimension religieuse, puisque les dominicains à majorité catholique, après avoir déjà rejeté le vaudou haïtien, rejetaient désormais de manière décisive le protestantisme américain.
Le premier combat a eu lieu à Boca de Cachón. Les rebelles ont été vaincus car il s'agissait d'un petit groupe de patriotes. Sans se laisser intimider, les généraux Timoteo et Andrés Ogando Encarnación, comptant sur le soutien des généraux Gregorio Luperón et José María Cabral, ont lancé une nouvelle offensive. Ils se sont emparés de Las Matas de Farfán, Neiba et d'autres villes du sud. À la fin de 1871, ils ont renversé le gouvernement Báez et Cabral a pris la présidence. Dans son autobiographie, Luperón explique que "la révolution dans le sud, sous la direction du général Timoteo Ogando, gagnait du terrain. Cabral trouva à San Juan une force respectable, organisée et avec tous les habitants unis dans une seule pensée : renverser Báez et sauver la patrie."
L'annexion dominicaine fut un succès lors du référendum de 1870 (en), mais fut rejetée au Sénat des États-Unis.